# Coris formosa
Coris formosa е вид лъчеперка от семейство Labridae.

## Разпространение
Видът е разпространен в Британска индоокеанска територия, Джибути, Еритрея, Йемен, Индия, Кения, Коморски острови, Мавриций, Мадагаскар, Майот, Малдиви, Мозамбик, Оман, Реюнион, Сейшели, Сомалия, Танзания, Шри Ланка и Южна Африка.